# Hof (Islandia)
Hof – osada położona w południowej części Islandii.
Osada jest skupiskiem gospodarstw. Znajduje się w pobliżu lodowca Vatnajökull, 20 km na południe od Skaftafell w Parku Narodowym Vatnajökull. Położona jest przy Drodze 1, na południowy zachód od Höfn, w wąskim pasie między wybrzeżem morskim a skrajem lodowca.
Najbardziej znanym budynkiem w Hof jest kościół Hofskirkja, którego dach pokryty jest murawą. Został wybudowany w 1883 roku i jest ostatnim kościołem w Islandii wzniesionym w tym stylu. Od 1951 roku należy do Muzeum Narodowego Islandii. Jest jednym z sześciu kościołów wciąż stojących, które są zachowane jako zabytki.
Kościołem zarządza Muzeum Narodowe Islandii, ale także służy jako kościół parafialny. Został zbudowany przez stolarza Pálla Pállsona. Zamek i zawiasy drzwi zostały wykonane przez Thorsteinna Gissurarsona.